# Anomalon luteum
Anomalon luteum là một loài tò vò trong họ Ichneumonidae.